# 格尔克维茨
格尔克维茨是德国图林根州的一个市镇。总面积5.83平方公里，总人口304人，其中男性158人，女性146人（2011年12月31日），人口密度52人/平方公里。